# Humberlito Borges Teixeira
Humberlito Borges Teixeira (Salvador, 5 de octubre de 1980), conocido simplemente como Borges, es un exfutbolista brasileño que jugaba de delantero.

## Clubes
| Club               | País   | Año       |
| ------------------ | ------ | --------- |
| Arapongas          | Brasil | 2001      |
| Inter de Bebedouro | Brasil | 2002      |
| Jataiense          | Brasil | 2003      |
| São Caetano        | Brasil | 2004      |
| Paysandú           | Brasil | 2005      |
| União São João     | Brasil | 2005      |
| Paraná             | Brasil | 2005      |
| Vegalta Sendai     | Japón  | 2005-2006 |
| São Paulo          | Brasil | 2007-2009 |
| Grêmio             | Brasil | 2010-2011 |
| Santos             | Brasil | 2011-2012 |
| Cruzeiro           | Brasil | 2012-2015 |
| Ponte Preta        | Brasil | 2015-2016 |
| América Mineiro    | Brasil | 2016      |

## Palmarés
| Título      | Club      | País   | Año  |
| ----------- | --------- | ------ | ---- |
| Brasileirão | São Paulo | Brasil | 2007 |
| Brasileirão | São Paulo | Brasil | 2008 |
| Brasileirão | Cruzeiro  | Brasil | 2013 |
| Brasileirão | Cruzeiro  | Brasil | 2014 |

### Distinciones individuales
| Distinción                                          | Año  |
| --------------------------------------------------- | ---- |
| Máximo goleador de la J2 League (26 goles)          | 2006 |
| Máximo goleador del Campeonato Brasileño (23 goles) | 2011 |